# 烏戈·查維茲
乌戈·拉斐尔·查韦斯·弗里亚斯（西班牙語發音：[ˈuɣo rafaˈel ˈtʃaβes ˈfɾi.as] ⓘ；1954年7月28日—2013年3月5日），前任委內瑞拉總統，左翼民粹主義政治人物，任內以強烈的反美主義及推行“21世纪社会主义”經濟政策聞名於世，其具體思想統稱查維茲主義，進行激進的社会福利、扶貧與外交政策，以及反腐敗和壓制反對派、通過修憲公投擴大總統權力，甚至多度挑戰連續連任等，14年的政治生涯使他成為当代全世界最具争议的政治人物之一。2013年3月5日下午，委内瑞拉副总统尼古拉斯·马杜罗在军医院宣佈，查韦斯于当地时间16時25分去世，终年58岁。

## 生平

### 早年生涯：1954－1992年

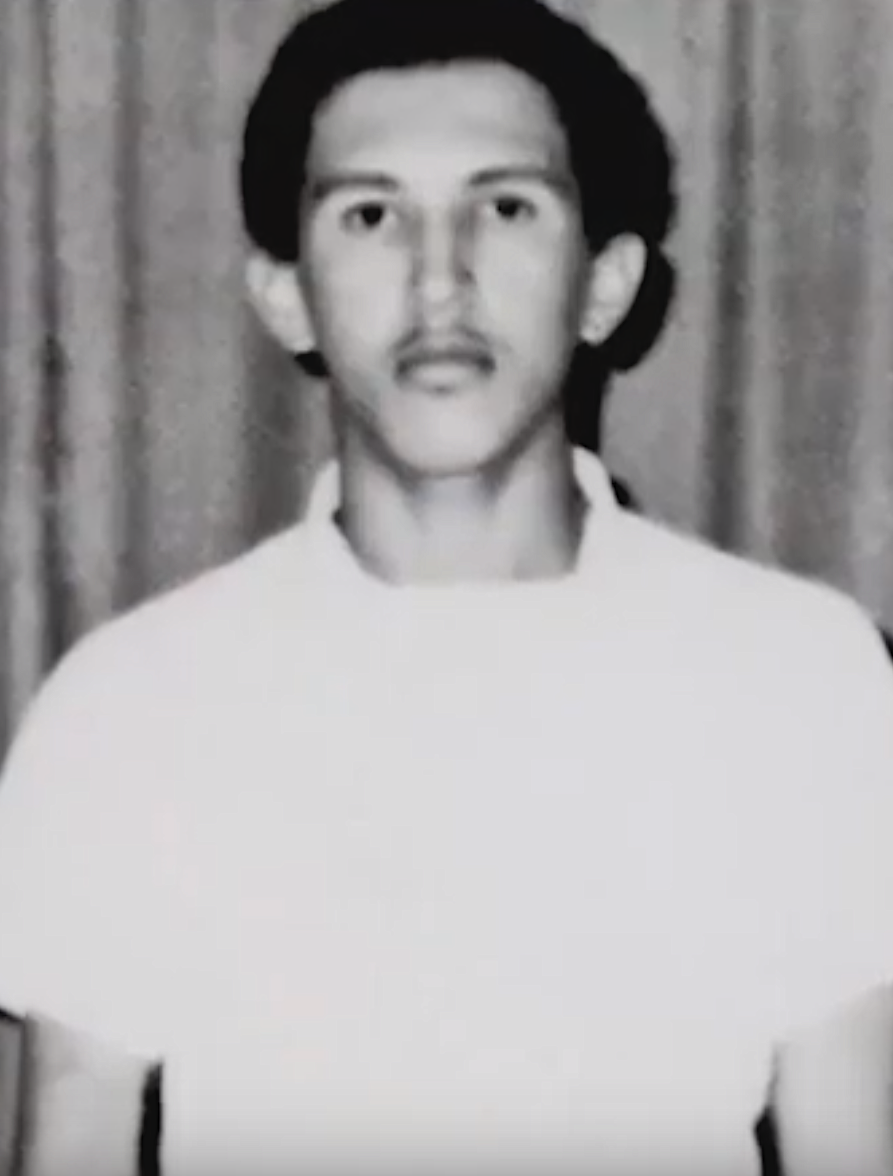
青年时的查韦斯

查維茲在1954年7月28日生於巴里納斯州的萨瓦内塔。他的雙親都是學校教師，生有六个儿子，他是其中老二。查韦斯是混有印第安人、非洲人和西班牙人血統的後裔。查維茲和其他5名兄弟在薩巴內塔附近的一棟茅草屋裡長大，年幼時，查維茲與他哥哥一同被送至薩巴內塔與他們祖母同住，期间查維茲學習了一些才藝如繪畫、歌唱和棒球，並就讀當地的胡利安·皮诺（Julián Pino）小學。他後來被送至巴里納斯州的城鎮升讀丹尼尔·弗洛伦西奥·奥利里（Daniel Florencio O'Leary）高級中學，並且獲得科學的畢業文憑。
查維茲在17歲時進入了委内瑞拉军事学院。1975年，他以少尉身分獲得军事学和工程学的学位，後來以候補的中尉身分服了幾個月的兵役，接著查維茲被批准前往卡拉卡斯的西蒙·玻利瓦尔大学研讀政治學，但最後並沒獲得文憑。大學期间時，查維茲和幾名夥伴共同構思了一種左派民族主義理論，他們稱之為「玻利瓦爾主義」，靈感是來自於19世纪委內瑞拉革命家西蒙·玻利瓦尔，玻利瓦爾也影響了秘鲁獨裁者胡安·贝拉斯科·阿尔瓦拉多以及許多的社會主義和共產主義領導人。在這些年裡查維茲也熱衷於體育運動的新聞和文化的活動。尤其查維茲參加了小克里奧爾體育會的棒球和壘球隊伍，在1969年與他們一同參與了委內瑞拉的全國性棒球冠軍賽。查維茲也寫了許多詩、故事和理論的文章。
在結束學習後，查維茲進入軍中正式服役，擔任駐紮在巴里納斯州的反暴動大隊的成員。查維茲的軍事生涯長達17年，在這段期間中他曾擔任各種職位，指揮和幕僚人員位置，最後終於提升至中校職。查維茲也在委內瑞拉軍事學院擔任教師和員工職位，當時查維茲最出名的是他潑辣的教學風格，和經常對於當時委內瑞拉政府及社會作出強烈批評。在這個時期，查維茲還成立了玻利瓦尔革命运动-200組織。之後查維茲繼續升任至一些高等級的職位，還數次獲得勳章。

### 政變未遂：1992年
總統卡洛斯·安德烈斯·佩雷斯執政時期，委內瑞拉的經濟狀況一直低迷不振，人民不滿的聲浪也持續高漲，查維茲為發動軍事政變而進行了大量的準備工作。原本的日期選在1991年12月，最後延至1992年2月4日早上才發動。根據計畫，查維茲所指揮的5個營的武裝部隊將會進入卡拉卡斯市區，攻擊並佔領市內主要軍事和通訊設施，包括總統官邸、國防總部、軍事機場和歷史博物館。查維茲的最終目標是俘虜时任總統佩雷斯。
查維茲的部隊數量僅佔委內瑞拉全體軍事部隊的10%；同時，許多叛徒、洩密、計劃錯誤、和其他預料之外的差錯很快便使查維茲陷入不利的情況，致命傷為一小隊政變內部的叛徒切斷了與歷史博物館的聯繫，使查維茲無法與其他潛伏在各地委內瑞拉軍隊裡的間諜和內應取得聯繫。更糟的是，查維茲的盟友無法在國家廣播電台播放他們事先錄製的起義宣言。當政變展開時，他們也沒有成功擒獲總統佩雷斯：在戰鬥中造成14名士兵陣亡，50名士兵和80名平民受傷。其他地區的政變部隊獲得了一些進展，在當地居民的自願協助下佔領了一些大城市如巴伦西亚、马拉开波和马拉凯。不過，查維茲的部隊最終無法攻佔首都卡拉卡斯。
在政變失利後，查維茲向政府自首。他被允許在國家電視廣播上呼籲其餘的叛亂部隊停火，當他進行呼籲時，他還諷刺道他只是「暫時地」（por ahora）失敗了。查維茲成為了全國的焦點人物，許多貧窮的委內瑞拉人則視他為對抗政府貪污和腐敗的英雄人物。查維茲被送往監獄服刑，而原本政變所要打倒的目標——總統佩雷斯則在1年後遭到彈劾。在監獄裡，查維茲的眼睛長出了贅肉（Carnosity），贅肉後來還滋長至他的虹膜。他的視力逐漸惡化，儘管經歷許多治療和手術，查維茲的視力已經永久地減弱了。

### 政壇崛起：1992－1999年
兩年監禁後，查維茲於1994年被时任總統拉斐爾·卡爾德拉赦免。被釋放後，查維茲將MBR-200重新組織為新的政黨第五共和國運動。
1998年，查維茲首次競選總統。查維茲以他所提出的玻利瓦爾主義作為他政見的基礎，查維茲和其追隨者稱他們的目標為「鋪設一個新共和國的根基」來取代現有的制度，他們主張現行的兩黨制傳統只不過是政治分贓的制度。相當具爭議性的，委內瑞拉最大的兩間外國銀行——西班牙毕尔巴鄂银根銀行和西班牙桑坦德中央銀行在選戰中違法地資助了查維茲數百萬元。
查維茲利用他的領導魅力和突出的演說風格，大量運用市井語言和粗話的方式贏得了委內瑞拉工人阶级和大量的低收入人口的支持。1998年5月，查維茲的民調已經上升至30%，到了8月又竄升至39%。查維茲最終在12月6日的選舉中以56%的得票率獲勝，當選左派委內瑞拉總統。

### 總統：1999年－2013年

#### 第一個任期：1999－2001年

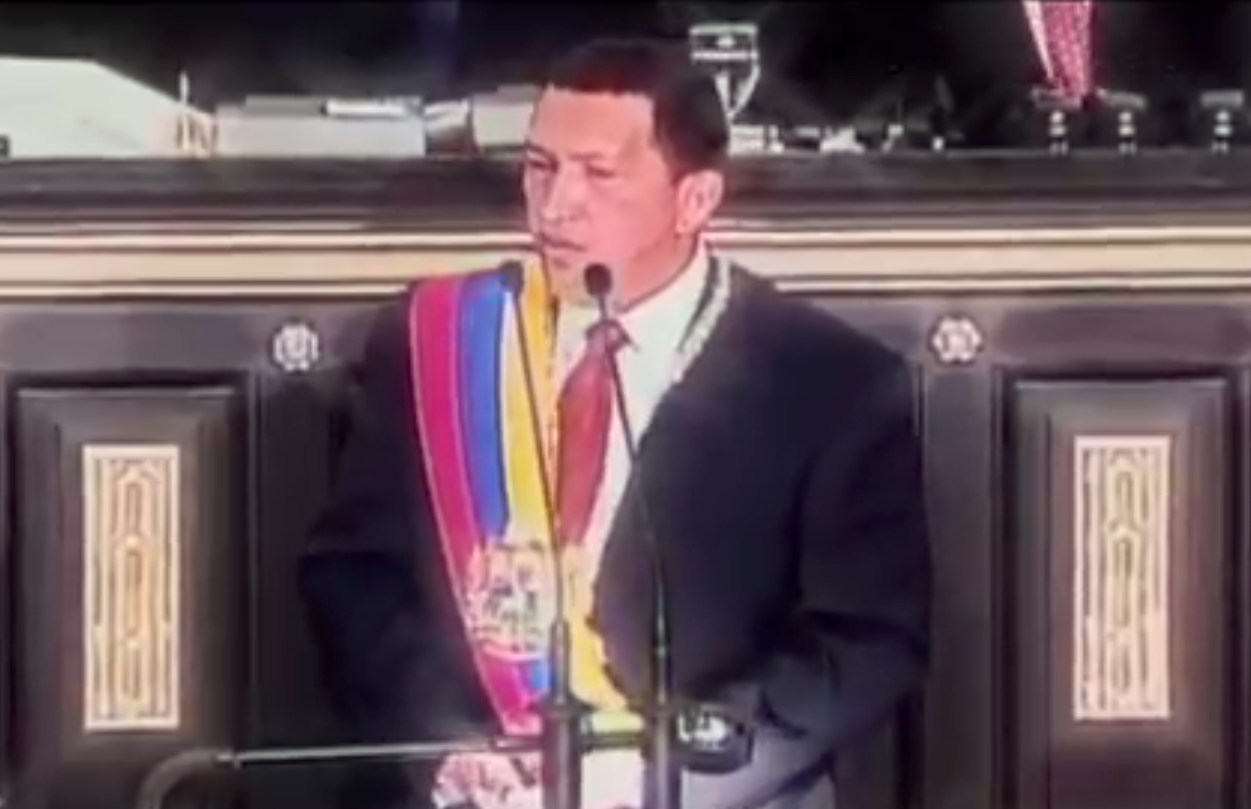
宣誓就职委内瑞拉总统的查韦斯，1999年

查維茲在1999年2月2日就職總統後，便展開了廣泛的社會制度轉變，查維茲把原本舊政府所採納的自由市場經濟和新自由主義原則，迅速的轉變為準社會主義的收入重新分配和社會福利計畫。查維茲也完全顛覆了原有的親美外交政策傳統，斷絕原本與美國和歐洲的戰略利益連結，改朝向非主流的外交路線，成為第三世界發展和整合的範例。
查維茲的改革獲得了大量的稱讚，也招致大量的批評。許多委內瑞拉人也對他抱持著反感，尤其是社會的上層和中產階級，他也被揭發進行了許多廣泛的政治壓迫和人權侵犯。查維茲政策所引起的巨大爭議也在2002年醞釀了一場試圖推翻他的短暫政變，和2004年的罷免投票，也有許多陰謀論認為外國勢力企圖經由軍事政變和刺殺、甚至是軍事入侵來推翻查維茲。無論如何，查維茲在現代政治裡依然是具有相當影響力的人物，也是國際上反抗华盛顿共识和美國外交政策的代表人物之一。

##### 1999年經濟危機和推行新憲法
查維茲在1999年2月2日宣誓就職。查維茲在最初幾個月裡主要專注於新的立法和憲法改革，以廢除舊有的政治制度。第二個重點則是即刻分配更多政府資金援助新的社會計畫。
不過，由於當時正值油價的最低點以及暴漲的國際利率，隨之而來的經濟衰退震撼了委內瑞拉，大幅縮減的國庫預算根本無法提供查維茲足夠的資源以兌現選前承諾的大規模反貧窮計畫。因此，查維茲將注意力集中於開銷龐大但卻與社會發展無關的機構：軍隊。查維茲下令所有軍隊部門都必須構思出消除貧窮以及推展城市和社會發展的計畫。平民－軍事合作的方案以「玻利瓦爾2000計畫」為名開始進行，這個計畫也是受到了1990年代早期古巴領導人菲德尔·卡斯特罗所推行的類似計畫影響。玻利瓦爾2000計畫的範圍包括了道路建築、房屋建設和大規模的疫苗接種。這個計畫在2001年由於部隊軍官被揭露和指控貪污的事件而結束，當中還包括一些之後在2002年4月參與反查維茲的叛變的軍官。
查維茲的經濟政策與先前的執政者完全不同，停止繼續私有化委內瑞拉的國有產業——例如社會保障制度、鋁產業股份和石油產業。不過，雖然查維茲希望促進財富的重新分派、加強管制和增加社會開銷，但他也不反對外國對委內瑞拉進行直接投資。與之前幾任總統相同的是，查維茲也試圖吸引國外直接投資，以免經濟陷入資金外流和通货膨胀的危機。
查維茲也減少了委內瑞拉的石油開採，以獲得更高的石油價格，這至少能在理論上提高石油的收入，以此來提高委內瑞拉嚴重萎縮的外匯存底。他还極力遊說其他石油输出国组织成員國減少石油產量。由於這些干涉石油產業和石油輸出國組織的行動，查維茲被稱呼為「價格騙子」。在他執政之前委內瑞拉與菲利普石油和艾克森美孚所簽訂的60年開採權契約，查維茲也試著重新談判。這些契約使外國石油公司每年得以從委內瑞拉抽取的大量石油中賺進數百億元，但卻只付出1%左右的稅賦給委內瑞拉政府。後來查維茲稱他的目的便是要徹底的國有化委內瑞拉的石油資源。雖然與外國石油公司的重新談判並沒有成功，但查維茲仍專注於改進國內稅賦和查帳制度的效率，尤其是針對主要公司和地主。
1999年中旬，查維茲原先所承諾的反貧窮法案卻在國會中遭到反對派議員阻撓，查維茲於是宣佈將在1999年7月再進行兩次全國性選舉——距離之前的總統大選只有一個月。
第一場選舉是全國性的公民投票，決定是否要舉行一次全國性的制憲會議，制憲會議將會採用與查維茲政治意識形態相近的框架作為委內瑞拉的新憲法。第二場選舉則是要選出這次制憲會議的代表。制憲的公民投票以72%的同意票通過，而在第二個選舉中查維茲的第五共和運動以及其他聯盟政黨聯合組成的愛國者標竿聯盟贏得了制憲會議中95%（131個議席中的120個）的議席。
1999年8月，制憲會議建立了一個特別的「緊急司法委員會」，這個委員會擁有排除法官而無須與其他政府分支協商的權力——最後超過了190個法官被控貪污而停職。在同一個月裡，制憲會議宣佈「立法緊急情況」，由一個7人組成的委員會來取代一般由國民大會所運作的立法功能，於是立法機構對於查維茲政策的抵抗便立刻癱瘓了，同時制憲會議也禁止國民大會進行任何形式的會議。
制憲會議本身則設計了新的1999年委內瑞拉憲法，由350個條文構成，成為世界上最為冗長的宪法之一。同時也將國家的正式名稱從原本的「委內瑞拉共和國」改為「委內瑞拉玻利瓦爾共和國」。新憲法將總統的任期從5年提昇至6年，並將原本的任期限制從一屆提升至兩屆，並且設立了罷免總統的全國公民投票制度——也就是委內瑞拉的人民能夠以公民投票的方式提前撤換總統。這樣的公民投票必須有一定數量的連署才能發起。新憲法也給予總統解散國民大會的權力，使總統的權力大為增加。新憲法將原本兩院制的國會轉變為一院制的立法機構，新立法機構的權力則大不如前。新憲法條款創立了一個新的職位——公共辯護人，公共辯護人擁有監督總統、國會、和憲法的行動的權力，查維茲稱公共辯護人是新政府裡的「道德部門」，以捍衛公共和道德利益為職責。最後，委內瑞拉的司法制度被改革了，在新的憲法下，法官必須通過公民的檢驗才能就職，而不是像以前一般只需國會的任命。
新的憲法條文經由1999年12月的全國選舉通過了，制憲會議也因此完全依照著查維茲的意願架構了一套新憲法。查維茲主張，為了成功和廣泛的推行他所計畫的社會正義政策，這樣的改變是絕對必要的。他計畫要徹底改變委內瑞拉的政府和政治架構，並且依照1998年競選時的承諾，要開放更多委內瑞拉的政治環境給獨立政黨和第三政黨。在這個過程中，查維茲對反對黨民主行動黨和基督教社會黨施加致命打擊。
1999年12月15日，連續數週的大雨造成了遍及全州的山崩，奪走至少30,000人的生命。批評者宣稱查維茲因為專注於公民投票和政府的改革，而忽略了民防組織提出的淹水氾濫的緊急報告。政府則否認這些批評，查維茲親抵災區領導救災行動。2000年又發生了一次山崩，但已減低至只有3人死亡了。

##### 2000年：重新選舉
新的一院制國會在2000年7月30日進行選舉，在同一場選舉中，查維茲也支持重新進行總統選舉。查維茲的聯盟一舉獲得了國會裡三分之二的議席，而查維茲則在總統選舉中獲得60%的選票。國際性的卡特中心監視這次選舉，他們的報告認為由於選舉缺乏透明度、選舉委員會的偏袒態度、和查維茲政府施加的壓力，國會選舉是違反憲法的，但他們的報告並沒有改變選舉委員會公佈的結果不過，他們認為總統重新選舉的部分是合法的。
稍後，在2000年12月3日，地方的選舉和公民投票也舉行了。公民投票決定是否同意由查維茲提出的一個法案——強制所有委內瑞拉的工會舉行由國家監督的選舉。這個公民投票被國際的工會組織廣泛譴責，包括國際勞工組織在內都批評這是政府對工會內部的過度干涉，這些組織還揚言要對委內瑞拉進行國際制裁
在2000年5月和7月的選舉後，查維茲提出了「授權法案」，並由國會通過。這個法案將授權查維茲以法令治理委內瑞拉一年。在2001年11月，也就是授權法案過期前一個月，查維茲一口氣頒布了49項法案。這些法案包括了碳氫化合物法和土地法，委內瑞拉商會聯盟（Fedecámaras）和委內瑞拉勞工聯盟（委内瑞拉工人联合会，简称CTV）則極力反對這些新法案，並準備在2001年12月10日舉行一次產業總罷工，希望總統能重新考慮這些法案，並且針對這些法案進行公開辯論。不過，罷工行動最終並沒有成功影響查維茲的決定或政策。
當查維茲執政的第三年結束時，查維茲的主要政策（土地改革）已經成功打擊了委內瑞拉的地主。其他改革據稱也改進了社會福利，降低了嬰兒病死率。並且已經粗略地架構了一個由政府出資的免費健康保障制度，以及最高可達大學教育階段的免費教育制度。到了2001年12月，隨著查維茲資本控制政策的开展，委內瑞拉的通貨膨脹率已從原本的40%下降至12%，而經濟發展速度則穩定維持在4%左右。查維茲的政策據稱也增加了高達一百萬的小學的入學新生人數。

#### 2001－2007年：第二個任期

##### 2002年：反對派發動的軍事政變未遂和工會的罷工
2002年4月9日，委內瑞拉勞工聯盟的領導人卡洛斯·奧爾特加（Carlos Ortega）展開一次為期兩天的總罷工。4月11日，大約500,000人參與了抗議活動，遊行隊伍聚集至委內瑞拉國有的委內瑞拉石油公司（Petróleos de Venezuela SA, PDVSA）總部，以抗議最近遭開除的人員。接下來罷工隊伍計畫前往總統官邸，當時總統官邸週遭則有另一波擁護查維茲的遊行隊伍。查維茲政府以公共宣傳為名強行徵用媒體的廣播時間，在午後進行了數次廣播，要求抗議者返回家中，並且播放冗長的演講錄音，企圖掩蓋接下來暴力衝突的新聞。兩隊遊行隊伍的衝突迅速爆發，槍戰和暴力行為不斷出現，卡拉卡斯的都市警察隊（由反對黨市長所管轄）、委內瑞拉的國家警衛隊（由查維茲指揮）和雙方的狙擊手都集中在衝突爆發的地點。
緊接著，委內瑞拉軍隊最高司令官盧卡斯·林孔·羅梅羅（Lucas Rincón Romero）在廣播上宣布查維茲已經簽下總統辭職書。同時查維茲則被帶至拉奧奇拉島的軍事基地監禁，軍隊將領們宣佈由委內瑞拉商會聯盟的主席佩德羅·卡爾莫納（Pedro Carmona）擔任臨時總統。卡爾莫納頒布的第一個命令是撤銷所有由查維茲主導的社會和經濟政策，包括放鬆查維茲設立的信用管制，取消石油價格的控制，提高石油生產至查維茲執政前的水準。卡爾莫納也下令解散委內瑞拉的國民大會和司法機構，同時將國名改回委內瑞拉共和國。卡爾莫納的法案造成查維茲的擁護者在整個卡拉卡斯展開暴動和洗劫。忠心於查維茲的部隊則展開反政變攻擊，這些士兵進攻並收復了總統官邸，並且救回了遭俘虜的查維茲。短命的政變政府於是垮台，查維茲在2002年4月13日星期六的晚上重新復位，在整個事件结束後，盧卡斯·林孔被重新任命為最高司令官，並在2003年成為了內政部長。後來反對派主張，由於盧卡斯·林孔依然站在總統那一邊，因此整場事件並非一場政變，只不過是查維茲被迫辭職後的權力真空罷了。

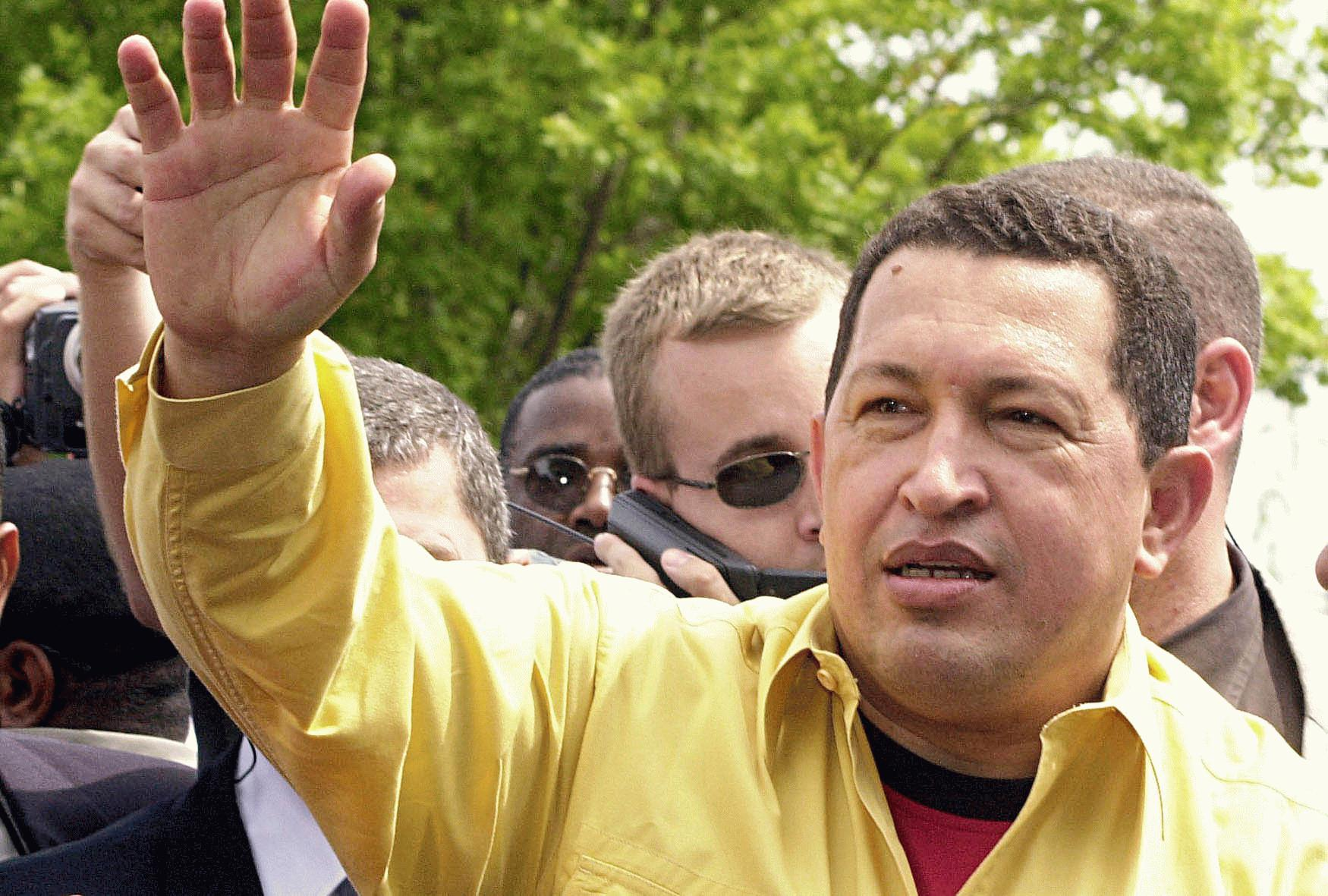
查維茲在前往巴西世界社會論壇大會的途中向支持者們揮手致意。2003年1月26日。

查維茲重新執政後，他立即下令針對政變展開調查，而委內瑞拉官方報告則與查維茲所推測的答案一致——政變是由美國所發起的。2002年4月16日，查維茲宣稱政變當天曾有一架持美國註冊號碼的飛機降落並停留在拉奧奇拉島的空軍基地——也就是查維茲被拘禁的地方。5月14日，查維茲宣稱他已經握有美國軍事介入4月政變的證據。他宣稱政變時委內瑞拉的雷達顯示出美國的海軍艦艇和軍機在委內瑞拉週遭出現。《衛報》也刊出了一篇由左翼評論家和海軍分析家韦恩·马德森撰寫的評論文章，主張美國海軍曾介入政變。美國民主黨參議員克里斯托弗·多德要求對此進行調查，調查結果則認為「美國官方採取了適當的行動，美國與在委內瑞拉發生的4月政變無關」，不過他們並沒有提供和海軍有關的證據。
查維茲也宣稱，在軍事政變結束後，美國依然企圖要推翻他。在2002年10月6日，他宣稱他拆穿了一次新的政變計畫，並且在2002年10月20日，他宣稱他差點在前往歐洲訪問的旅程中遭到暗殺。在同一時期，一名美國駐委內瑞拉的大使曾秘密警告查維茲兩次可能的刺殺計畫。
重掌權力後，查維茲立刻開始穩固軍隊對他的支持度。首先，查維茲開除了6個將軍，並且徹底清洗了委內瑞拉軍隊的上層指揮階級，以擁護查維茲的人員替代之，查維茲也試著鞏固他在軍隊普通士兵之間的支持度。他展開了支援軍隊老兵的僱用和補貼計畫，也發布了新的平民—軍事合作發展計畫。
不過距離政變僅僅數個月後，查維茲政權又面臨新一波危機。為了替社會計劃籌措更多資金，同時也是為了報復政變事件，查維茲在2002年底試圖徹底控制委內瑞拉石油公司和其收益，對此委內瑞拉石油公司的勞工在2002年12月2日發起了一次罷工，這次罷工由工會聯盟、產業鉅子、和石油勞工主導，試圖停止委內瑞拉石油公司的運作，藉由切斷極重要的政府石油收入來逼迫查維茲退位。結果導致委內瑞拉的石油和石油副產品的輸出完全停頓，碳氫化合物的缺乏很快遍及了整個委內瑞拉，加油站前大排長龍。使得委內瑞拉面臨必須进口石油的窘境。查維茲對此則開除了委內瑞拉石油公司的反查維茲高階幹部並開除了18,000名的勞工，查維茲宣稱這些人在石油的收益管理上進行貪污和造假，而遭查維茲開除的反對者則宣稱他只不過是出自個人政治動機罷了。稍後，反查維茲的激進份子還宣稱查維茲授權建立黑名單以阻止員工參與罷工。在經過激烈爭論後，委內瑞拉的法庭最終判定開除這些員工是違法的，並下令立刻歸還他們原有的職位。
儘管總統任期只有12年（2個6年任期），查維茲時常暗示他將會掌權25年，但他對此則加以否認。不過，查維茲最近曾提議修改憲法允許第三屆總統任期。在2002年11月接受訪問談到有關罷免總統的公民投票時，查維茲曾稱「就算我們假定公民投票進行並且獲得90%的罷免票，我也不會離職。想都別想，我是不會離職的。」後來當罷免投票失敗時，他則放低身段稱「如果反對派贏了，那我真的會離職。」

##### 2003－2004年：罷免投票
在2003年至2004年查維茲進行了一連串的社會和經濟計畫，以維持人民的支持。在2003年7月他展開了「魯賓遜計畫」（Misión Robinson），以提供免費閱讀、書寫、和算數課程給超過150萬委內瑞拉的成年人文盲（在查維茲1999年執政之前）為目標。在2003年10月12日查維茲又發起了「瓜依凱布洛計畫」（Misión Guaicaipuro），計畫保護委納瑞拉原住民族群的生計、信仰、土地、文化、和其他權利。在2003年底，查維茲展開了「蘇克雷計畫」（Misión Sucre），以提供200萬名沒有完成基本教育的委內瑞拉成年人免費的高等教育為目標。在2003年11月查維茲展開「里巴斯計劃」（Misión Ribas），計畫提供改善的教育和文憑給五百萬名委內瑞拉的高中退學生。在魯賓遜計畫展開後一週年的紀念典禮上，查維茲向50,000名接受識字教育完畢的委內瑞拉民眾演講道：「在一年內，我們已經使1,250,000名委內瑞拉人畢業了。」不過，查維茲仍然遭遇一些不小的挫折，尤其是通貨膨脹率在2002年飆升至31%，並且在2002年依然維持27%左右，使得貧窮人口生活更為艱難。
在2004年5月9日，126名哥倫比亞人在襲擊一座接近卡拉卡斯的農場時被捕獲，查維茲立即指控他們是由外國支援的準軍事部隊，意圖以暴力推翻他的政權。該事件進一步激化了委內瑞拉社會裡擁護和反對查維茲的陣營的對立。查維茲還宣稱在2004年也有一場密謀推翻他的政變，這起政變的真假直到今天仍然沒有定論。在2005年10月，27名被控的哥倫比亞人被判有罪，其餘的人則被釋放並驅逐出境。
2003年年初和中旬，一個名為「請加入」（Súmate）的公民投票權利組織開始募集發動罷免總統的公投選舉所需的數百萬份簽名，到了2003年8月已經募集大約320萬份簽名，但由擁護查維茲者佔多數的選舉委員會則拒絕接受這些簽名，因為憲法規定必須在總統任期的一半（也就是三年）過後才能發起罷免，而這些簽名在查維茲尚未任職滿三年前便已開始收集。反對派和國際間的新聞報導查維茲開始處罰那些參與連署的人，而查維茲的擁護者則宣稱許多勞工曾在工作場所被其雇主強迫提供簽名。在2003年11月，反對派又重新收集了一次連署，在短短4天內收集了高達360萬份簽名。這時有傳聞指稱查維茲曾使用欺騙手段愚弄簽署的收集者，於是全國各地都發生了暴動。
2000年設立了罷免總統的全國公民投票制度——也就是委內瑞拉的人民能夠以公民投票的方式提前撤換總統。這樣的公民投票必須有一定數量的連署才能發起。憲法的條款要求必須收集20%選民的簽名才能發起罷免公投。除此之外，簽署人的國民身分證號碼也並沒有被保密住。反對派還指控查維茲政府藉由給予非法移民和難民們公民權來提升連署的門檻，選民註冊人數在公民投票前提升了200萬人，使得發起罷免公投所需的門檻大幅提升了20%。
許多報導也指稱查維茲政府對公開郵寄連署簽名的人施加懲罰，政府部門包括國有的委內瑞拉石油公司、卡拉卡斯地鐵、和由查維茲擁護者控制的公共醫院都被指控曾隨意開除參與簽署的員工。最後，反對派的領導人向國家選舉委員會遞交2,436,830份有效的簽署後，選舉委員會在2004年6月8日宣布召開罷免公投。查維茲和其政治聯盟也開始動員選民投下「否」的選項。
罷免投票勝利後，意氣風發的查維茲宣稱他在對抗貧窮之外，也將會展開對帝國主義的鬥爭。雖證將會展開與反對派的對話，但查維茲政府不久後就開始報復Súmate的發起人，控訴他們叛國和與外國勢力通敵，指控他們經由全國民主基金會收受美国国务院的資金。

##### 2004－2007年：專注於外交關係

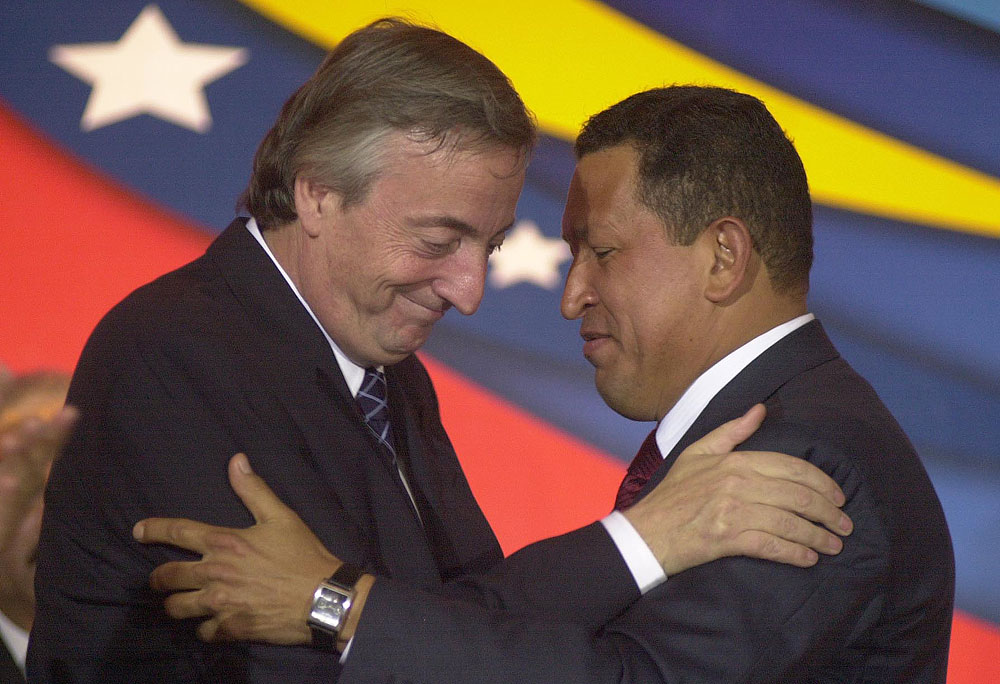
在2004年於委內瑞拉舉行的聯合記者會閉幕時，查維茲擁抱阿根廷總統内斯托尔·基什内尔。

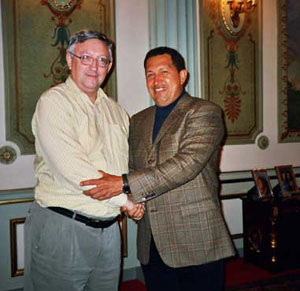
2006年，查韦斯会见国际马克思主义趋势主要领导人艾伦·伍兹

由於公民投票的勝利，查維茲的首要目標——基本的社會和經濟改革以及財富的重新分配都加快進行了。查維茲再次將「玻利瓦爾任務」的發展和實踐放在他政治行程的最前線。全球油價的飆漲使委內瑞拉賺進了數十億額外的外匯存底，經濟成長率相當顯著，在2004年到達了2位數字，在2005年也維持9.3%。
許多新的政策都是在2004年之後實行的。在2005年3月，查維茲政府頒布了一系列的媒體管制法案，判定媒體毀謗和造謠公共官員是非法的行為；對查維茲和其他官員進行人格詆毀將可能招致最長40個月的刑期。當查維茲被問到是否會真的因為遭毀謗而拘禁媒體人物40個月時，查維茲評論道：「我不在意他們（私營媒體）如何稱呼我......如同堂吉诃德說的『如果有狗在叫，是因為人們都在工作』」。查維茲也藉著頒布更多的新法案來擴展土地重新分配和社會福利的計畫，包括了「返回農村計畫」（Mission Vuelta al Campo）、「全國健康計畫」（Mission Barrio Adentro），兩個計畫都在2005年6月展開，並且以建構、支援、革新第二位（整合診斷中心）和第三位（醫院）的公共健保制度為目標，以及「米蘭達計畫」（Mission Miranda），建構了全國性的民兵制度。在同一時期，委內瑞拉的醫生展開了罷工，以抗議新的政策淘汰了他們原先工作的機構，而改以古巴的醫生取而代之。
查維茲在2004年和2005年開始專注於委內瑞拉的外交關係上，經由新的雙邊和多邊的協議，包括了人道支援和建設計劃。查維茲的努力獲得了各種程度的勝利，許多其他國家的領導人，爭取到包括阿根廷的内斯托尔·基什内尔、中国的胡锦涛、古巴的菲德尔·卡斯特罗和伊朗的马哈茂德·艾哈迈迪内贾德的友誼。在2005年3月4日，查維茲宣稱由美國支持的美洲自由貿易區（FTAA）已經「死了」。查維茲宣稱新自由主義的發展架構是無法套用至拉丁美洲國家的，因此反面的、反資本主義的架構才能增加委內瑞拉、阿根廷、和巴西等國家之間的貿易和外交關係。查維茲也宣稱他希望建立一個與北大西洋公约组织類似，但屬於拉丁美洲的軍事合作架構。
在2004年和2005年，查維茲也試圖讓委內瑞拉軍隊減少在武器來源和軍事方面與美國的連結。查維茲統治下的委內瑞拉逐漸改向不同的武器產出國購買軍火，例如巴西、俄羅斯、中國、和西班牙。這些軍火的買賣使委內瑞拉與美國逐漸產生摩擦，因此查維茲直接結束了兩國的軍事合作關係。他也要求現役的美國軍人離開委內瑞拉。除此之外，在2005年查維茲在米蘭達計畫中宣布創建一支大型的「後備軍人部隊」，包含了由150萬名委內瑞拉公民組成的民兵部隊——作為抵擋外國介入和入侵的手段。在2005年10月，查維茲驅逐了一個名為「新部落使命團」（New Tribes Mission）的基督教傳教組織，指控他們是「帝國主義的滲透者」並且藏匿中央情报局的人員。同一時期，他授予了亞馬遜族原住民所居住的6,800平方公里的土地不可割讓的頭銜，使這些土地無法以西方形式的所有權頭銜做買賣。查維茲以這些改變來證明他的革命也是捍衛原住民權利的革命。
在這個時期，查維茲更專注於非主流的經濟發展和國際貿易模型，許多計畫都雄心勃勃的採取了以整個半球為範圍的國際協議形式。例如在2005年8月20日，查維茲在古巴派遣前來的醫學院交換學生的畢業典禮上，演講稱他將會建立與古巴類似的醫學院，提供免費的醫療訓練——將花費$200億至$300億的經費——以訓練超過100,000名醫師，這些醫生將依據承諾前往貧窮的南半球國家提供醫療服務。他宣稱這個計畫將會繼續進行十年，而新的學校將會包含超過30,000個新地點，以提供來自拉丁美洲和加勒比海国家的貧窮學生免費的醫學教育。
查維茲也運用國際舞台上的大量機會來對比他的計畫和新自由主義全球化兩者產生的結果，最值得注意的，他在2005年聯合國的世界高峰會上指責由新自由主義推行的方針，例如資本流動的自由化、移除貿易障礙、和私營化等等是造成開發中國家貧窮的原因。查維茲也警告世界能源危機的逼近，尤其是碳氫化合物的耗盡（根基於哈伯特顶点理論上），他主張道：「我們正面臨史無前例的能源危機......石油已經要開始耗盡了。」同時，在2005年11月7日，查維茲在阿根廷舉行的美洲國家首腦會議中提及美洲自由貿易區的失敗時，宣稱「今天最大的輸家就是乔治·沃克·布什」，查維茲也把握機會宣傳他所創立的非主流貿易模式——名為美洲玻利瓦爾另類選擇（ALBA—Alternativa Bolivariana para América），由委內瑞拉和古巴合作在2004年12月14日展開。
2006年12月3日，查維茲以63%的得票率再次當選總統，成功連任。

#### 第三個任期：2007年至2013年
2007年1月10日，查韦斯宣誓就任委内瑞拉总统，第三个任期并发表了演讲。他的新內閣中邀請了来自共产党的大卫·维拉斯克斯和何塞·拉蒙·利维罗分別去擔任「民众政权的参与和社会发展部」和劳工部的事務，查维茲向其新任劳工部長說自己是托洛茨基主义者。
2007年1月26日，伊朗总统艾哈迈迪内贾德訪問委內瑞拉，商討減少原油生產來解決市场上的原油供应过剩。兩人表示斥资数十亿美元，帮助一些国家摆脱美国的控制，两国政府还签署了如旅游、教育和矿产等领域展开合作的11项协议。
查维茲在2007年3月25日的電視讲话时更表示會实行“集体所有制”，将大型农场收归国有及重新分配闲置土地给穷人，並在3月30日實行“集体所有制”。在3月30日，他表示在2007年內建立132个社会主义培训中心。他在4月24日下令该国所有企业职工每周至少上4小时马克思主义理论课，將该规定还将向军队和学校推广。。在4月29日，委内瑞拉社会主义统一党進行黨員登記，舊有的第五共和國運動及一些其他政黨被合為該黨，該黨成為了委内瑞拉最大的左翼政党，查韦斯指出玻利瓦爾革命必须拥有广泛的政治基础，認為一个强大的左翼政党将是取得玻利瓦尔社会主义革命成功的重要的政治保证。
查韦斯在4月30日的庆祝五一国际劳动节的群众集会中表示委內瑞拉政府决定最低工资升至286美元，其20%的增幅超过2年的通膨指数。在公共部门工作的人员还享受209美元的“菜篮子”补贴，成为拉美国家中最低工资最高的国家。2007年5月1日，委內瑞拉提前還清國際貨幣基金組織和世界銀行的30億美元債務，查維茲宣佈委內瑞拉退出國際貨幣基金組織和世界銀行，並要求它們歸還原先委內瑞拉繳納的成員國會費。查韦斯在5月14日说，将把由多国公司管理的18个海上石油钻探平台收归国有。
2007年5月21日，委内瑞拉国会财政委员会的一份文件显示，文化部将拨给格洛弗178万美元，用于影片的剧本创作和实地拍摄。查維斯在2006年曾参观电影制片厂时指責好莱坞在电影中诋毁南美人的形象。在5月28日，查維斯下令關閉有超過五十年歷史的加拉加斯廣播電視台（RCTV），支持社區另類媒體，由新的公營廣播頻道取代RCTV，引起了委內瑞拉國內外的批評及關注。同日，委内瑞拉新闻和通信部长威廉·拉腊在首都加拉加斯召开新闻发布会，宣布对美国有线电视新闻网（CNN）提起诉讼，理由是CNN把委内瑞拉总统查韦斯与基地组织首脑本·拉登并列屏幕上。除针对美国电视台，委内瑞拉政府已向国内的环球电视台提出指控，理由是煽动刺杀查韦斯。
2007年5月24日，查韦斯在首都卡拉卡斯向当地大学生演讲时表示高等学校的入学考试制度已经陈旧，認為它导致部分年青学生丧失接受高等教育的机会，並取消高等学校入学考试制度，同时还将取消学生在高等学校学习期间的考试制度。
2007年6月1日，委内瑞拉和越南签署9项能源、科技和政治性质的法律文件，以加强两国之间的友好合作关系。查韦斯和农德孟签署了一项联合声明，以表明双方对共同有兴趣的不同的国际问题和地区问题的看法，以及对双边关系的最新进展情况的看法。他宣布越南将与俄罗斯、白俄罗斯和中国一起在委内瑞拉奥利诺科石油带胡宁第二区块的开发，越南将出口石油，有巨大的潜力，特别是外海的石油。查韦斯在6月6日发表演讲，盛赞自己的朋友普京“坚决反击美国帝国主义”，感谢普京在2002年政变时帮助他稳固政权，宣布自己准备于近期访问“战略盟国”俄罗斯，届时可能提出对俄石油公司极为有利的合作建议，同时增加采购俄罗斯武器。他随后披露了一个完全不为人知的内幕，感谢普京在2002年委内瑞拉政变期间对他的积极帮助，当时反对派曾经迫使查韦斯连续数日失去控制国家的权力，但他没有公布普京帮助他稳定政权的细节。6月12日，查韦斯前往古巴，与古巴领导人菲德尔·卡斯特罗进行了长达6小时的会晤，就两国共同发展等问题进行了探讨。另外，当地时间9日，查韦斯接受了美国媒体的专访，透露了他和卡斯特罗此前多次会谈的一些内幕，并宣称古巴比美国更民主。他在采访时强调，委内瑞拉在进行自己的社会主义建设，没有复制古巴的模式。他同时指出，美国无时无刻不在计划着入侵委内瑞拉和古巴。
2007年6月12日，查韦斯号召全国人民，把那些不用的冰箱搬到中央广场去，把自己多余的卡车、锅送给穷人。他承诺捐献25万美元，并敦促委内瑞拉人民效仿他的做法。6月19日，查韦斯在苏利亚州出席一座热电厂的开工仪式时宣布政府将建立200多个“社会主义的工厂”，这是“国家玻利瓦尔革命发展计划”的组成部分。查韦斯還說在剩下的时间里将在战略性的部门如食品、建筑、服装、化学产品、汽车零件、计算机等领域建立“社会主义的工厂”。这些企业将“加强我们的独立和主权，将把满足所有人的基本需要放在优先的位置”。
2007年6月24日，查韦斯向军队的战发出了新的号召。他称，华盛顿政府正以心理战和经济战为武器，向委内瑞拉发动非常规战，试图颠覆其政府，並且号召委内瑞拉军队必须每天都思考并随时准备打一场抵抗战。同日，查韦斯宣布将给军队涨30%的工资，以推动军队的职业化，首先受益的将是第一线的战斗部队。在6月21日，他还确认了一项从俄罗斯购买一支潜艇舰队新的武器购买计划，保护该国50万平方公里的加勒比海领土。6月29日，查韦斯對俄罗斯进行为期三天的正式访问。他于6月28日在莫斯科外国文学图书馆大楼参加拉美文化中心开放仪式时号召与会者学习“有关马克思和列宁预言资本主义必然灭亡的著作，战胜美国帝国主义”。查韦斯在讲话中指出美国计划在欧洲部署导弹防御系统是明显针对俄罗斯，並說美國總統喬治·沃克·布希企图剥夺自由的伊朗国家和平利用核能的权利更是不能容忍。
2012年10月8日，乌戈·查韦斯在2012年委内瑞拉总统选举中击败反对党候选人恩里克·卡普利莱斯·拉东斯基，第四次当选委内瑞拉总统。

## 執政影響

### 國內政策

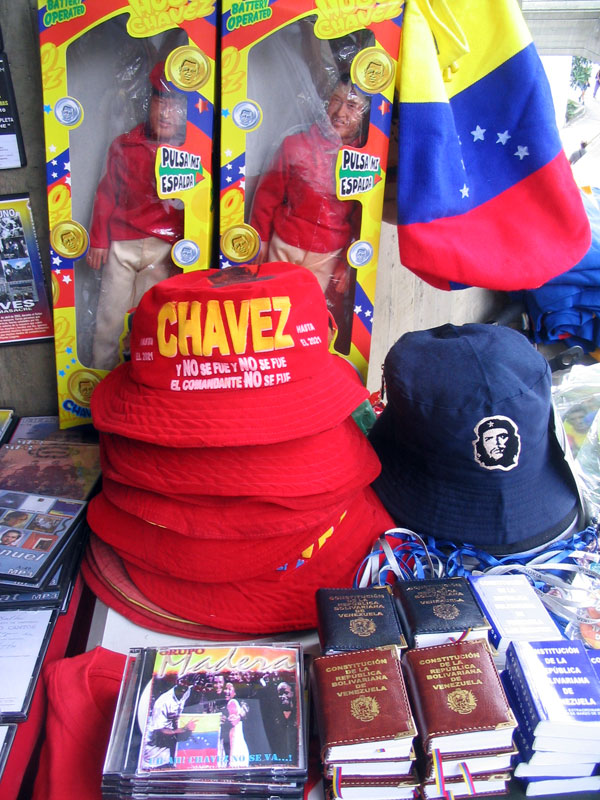
委内瑞拉国内查韦斯元素的帽子、玩偶等。

查韦斯是1997年成立的委內瑞拉第五共和国运动政党的创始领导人，2007年该党与其他数个政党合并成立委内瑞拉社会主义统一党，查韦斯担任领导人直至去世。查韦斯提倡玻利瓦爾革命，對於民主社会主义和托洛茨基主义的理想，并反帝國主義。除此之外，他曾严厉批评新自由主義的全球化、自由放任式资本主义以及美國的外交政策。
查維茲的國內政策以「玻利瓦爾任務」為根基，玻利瓦爾任務是一系列的政治活動，以徹底改變委內瑞拉的經濟和文化情況為目標。玻利瓦爾任務授權政府展開大規模的反貧窮計畫，建構數以千計的免費醫療診所來照顧窮人，和針對委內瑞拉成人文盲的教育計畫——據稱成果使超過一百萬人識字，以及法定的食物和住宅補貼。從1998年至2005年，嬰兒死亡率已經顯著的下降。
查維茲的改革在委內瑞拉國內和國外都引起爭議，獲得許多稱讚與批評。許多人認為查維茲拯救了貧窮人口，但認為他越來越偏向獨裁，而且誤導了經濟發展。一些外國政府則視查維茲為全球石油價格和地區性穩定的威脅。美國政府聲稱查維茲對拉美地區民主化的進程造成了威脅，但一些國家則相对查維茲的理想表示同情，另外一些國家則相當歡迎他的雙邊貿易以及相互的援助協議。查維茲的支持者稱這整起任務是由公民和勞工們所管理監督的，任務也沒收了許多被指控為已無人使用的土地和工廠，改授予之前沒有土地的窮人和原住民社區。
2006年3月，社區會議法被批准了，藉由這項法案，社區共同體能夠自行組織社區會議，政府會承認這些會議的合法效力，會議也能夠取得聯邦的資金和土地以用於社區計畫。省略了由地區和國家政府管制可能造成的腐敗和貪污。
查維茲第一次當選時的政見便是反貪污和重新分配財富給予窮人，但批評者認為他的政策都是最容易產生貪污和犯罪的部份。他們也指出在警察和軍事部隊裡存在著廣泛的貪污現象，並指責查維茲的政策造成首都卡拉卡斯的謀殺及犯罪案件比率居高不下。除此之外，批評者指責查維茲建立的「玻利瓦爾小組」武裝部隊濫用暴力，並指責查維茲的公民後備軍人政策只是想要脅迫國內的反對派並壓制內部的衝突罷了。國際特赦組織的報告認為委內瑞拉仍缺乏一個獨立和公正的司法機構，美國國務院則認為委內瑞拉的執政和法律權力過度集中而沒有經過任何制衡。同時，批評者認為查維茲政府不願意利用私營部份功能的結果導致了公共建設的失敗和住房建築的赤字。
查維茲在2007年3月30日表示在2007年內建立132個社会主义培訓中心。在4月24日下令該國所有企業職工每周至少上4小時马克思主义理論課，將該規定還將向軍隊和學校推廣。在4月29日，委內瑞拉統一社會主義黨進行黨員登記，舊有的第五共和國運動及一些其他政黨被合為該黨，該黨成為了委內瑞拉最大的左翼政黨。查維茲的批評者認為查維茲政府的政治舉動是強化意識形態。

### 勞工政策
查維茲與國內最大的工會聯盟委內瑞拉勞工聯盟（Confederación de Trabajadores de Venezuela, CTV）之間一直關係緊張，委內瑞拉勞工聯盟長期以來都与反對黨民主行動（Acción Democrática）結盟。在2000年12月的地方選舉中，查維茲發起一項公民投票以強制工會內部必須進行由國家監督的選舉，這個動作被國際勞工組織強烈譴責，認為這是查維茲試圖干預工會內部的事務。在公民投票通過後，委內瑞拉勞工聯盟被迫進行內部選舉，選舉結果仍由反查維茲的領導人卡洛斯·奧爾特加（Carlos Ortega）獲勝而得以繼續擔任勞工聯盟的主席，而擁護查維茲的候選人則指責這場選舉是個大騙局。
由於委內瑞拉勞工聯盟的反查維茲立場，查維茲的支持者另外成立了委內瑞拉國家勞工工會（Unión Nacional de Trabajadores），以徹底取代委內瑞拉勞工聯盟為最終目標。幾個支持查維茲的工會都從委內瑞拉勞工聯盟裡退出，改加入國家勞工工會旗下，國家勞工工會的成員數也不斷增長。在2003年，查維茲改派遣國家勞工工會前往周年性的國際勞工組織會議，將委內瑞拉勞工聯盟排除在外。
2005年1月19日，一間名為Venepal的造紙工廠倒閉，勞工們佔據了工廠並重新開始生產以示抗議，但工廠資方揚言要變賣整個工廠的配賣。查維茲於是下令國有化這間工廠，將信用貸款的尺度延伸至勞工身上，並下令委內瑞拉的教育機構向這間工廠購買更多紙張。這些都是查維茲擴大國家干預經濟的一部份。

### 經濟政策
委內瑞拉是世界上的主要石油輸出國，石油也成為委內瑞拉發展經濟的基礎。查維茲鼓吹石油输出国组织限制石油出產量以獲取更高油價，使他被冠上「價格騙子」的渾名。在石油輸出國組織2006年6月舉行的會議上，委內瑞拉是唯一一個希望藉由降低石油出產量以提升油價的成員國。在查維茲執政下，委內瑞拉最大的國有石油公司委內瑞拉石油公司減少了25%的石油出產量，因而使委內瑞拉沒有盡用當時的石油產出配額。不過，福布斯主張這是因為一些石油產出國出於政治的動機而試圖詆毀委內瑞拉的產業。查維茲試圖擴展委內瑞拉的出口市場版圖，加強與其他開發中國家的合作開發計畫，包括阿根廷、古巴、中國和印度。油價的高漲使委內瑞拉獲得了更多進行社會計劃的資金，但也造成委內瑞拉經濟越來越依賴查維茲政府和石油產業的支撐，私營部份扮演的角色則逐漸萎縮。
查維茲將委內瑞拉石油公司置於能源和石油部門的管轄之下。查維茲也藉由提高共同開採委內瑞拉石油所需的開採權費用來增加更多石油收入。查維茲也試著清盤委內瑞拉石油公司在美國的子公司Citgo名下的財產。能源和石油部門成功的重組了Citgo的利潤結構，使得委內瑞拉石油公司的收益大為提升。
在查維茲的執政下，從1999年至2004年，人均GDP下跌了1－2%，但由於石油價格的飆漲、石油罷工的結束、和石油消耗的大量增長，最近委內瑞拉的經濟狀況相當茁壯，GDP成長比率在2004年達到18%、2005年10%。許多經濟成長都是直接由最貧窮的人口區塊受益，實際收入在2003年至2005之間據報成長了55%之多，不過一些經濟學者認為這種成長只要油價下跌便會隨之停止。從查維茲上任到現在為止，委內瑞拉政府的統計數字指出失業率下降了6.4%而貧窮人口比率則下降了6%。世界银行的報告指出在過去十年委內瑞拉的貧窮人口下降了10%，從40%下降至30%。不過，一些社會學家和經濟學家主張委內瑞拉政府的貧窮報告並沒有與其龐大的石油收入作成比例的計算。
委內瑞拉的失業率從2003年20%的最高點——也就是長達2個月的罷工和停工導致全國的石油產業癱瘓時，下降至2006年2月的10%。不過，一些經濟學家認為最近所創造的工作機會並非固定性的，一旦油價下跌，公共預算將無法再付出這些工作的薪水，這些人將再度失業。
2007年3月30日實行「集體所有制」，將大型農場收歸國有及重新分配閒置土地給窮人。
2007年5月1日，由于委内瑞拉已经提前还清国际货币基金组织和世界银行的30亿美元债务，查韦斯宣布委内瑞拉退出这两个组织，并要求它们归还原先委内瑞拉缴纳的成员国会费。
2008年2月，委内瑞拉停止向埃克森美孚供应石油。

### 外交政策

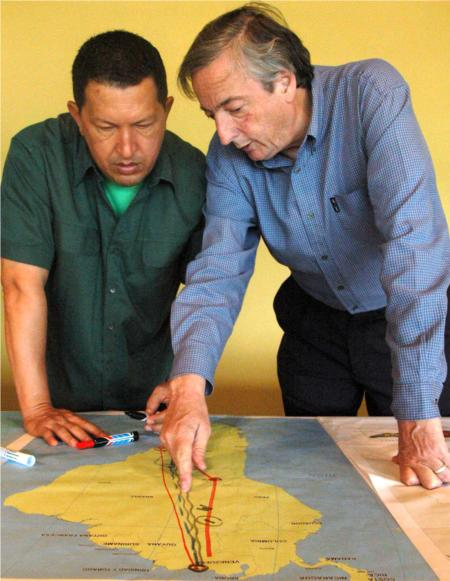
查維茲和阿根廷總統内斯托尔·基什内尔一同討論南美洲的能源和貿易整合計畫。他們在2005年11月21日於委內瑞拉開會，公開的以互相團結的姿態來表示對於华盛顿共识的反抗。

查維茲重新調整了委內瑞拉的外交政策，藉由雙邊貿易和互惠協議來促進拉丁美洲的社會和經濟整合，包括他稱之為「石油外交」的策略。查維茲專注於在各種跨國機構上促進他所計畫的拉丁美洲整合，與其他拉丁美洲國家發展雙邊貿易關係也是他政策的主要重點，委內瑞拉向巴西購買軍火的比率逐漸增加、與古巴進行技術專家交換石油的協議、由委內瑞拉自費建立輸油管至哥倫比亞以銷售便宜的天然氣，並以委內瑞拉的石油換取阿根廷的肉品和乳製品。查維茲稱委內瑞拉擁有「一張有力的石油牌以影響地理政治的舞台...」他宣稱「就是這一張牌使我們能與強大的美國相抗衡」。除此之外，查維茲與其他的拉丁美洲國家領導人緊密合作，尤其是在能源的整合方面，以及在美洲国家组织會議上爭取採納反貪污公約的勝利。查維茲也極力爭取加入並參與南美洲的南方共同市場貿易聯盟，以擴展南半球的貿易整合計畫。
國際上，查維茲經常描述他的運動目標是要對抗新殖民主义和新自由主義。查維茲不斷譴責美國對於伊拉克、海地、和美洲自由貿易區的外交政策。查維茲與前古巴國務委員會主席菲德尔·卡斯特罗公開的友善關係也造成美國採取在外交上和經濟上孤立古巴的報復政策。委內瑞拉原本與美國有著緊密的軍事合作關係，查維茲執政後便迅速斷絕了兩國的軍事合作。除此之外，查維茲在石油輸出國組織哄抬油價的行動也使他在美國極為不受歡迎。在2000年，查維茲前往參加為期10天的石油輸出國組織會議，途中他還與萨达姆·侯赛因會面，成為在海湾战争之後第一位與侯赛因會面的國家領袖。查維茲反布希的的言論上有時更達到人身攻擊的地步。查維茲曾經稱美國總統乔治·沃克·布什為「白痴」（pendejo）。他也曾對美國國務卿康多莉扎·赖斯作出人身攻擊，批評她對於拉丁美洲的無知簡直是「徹底的文盲」。2005年底颶風卡特里娜摧殘了美國墨西哥灣沿岸地區後，查維茲政府是第一個表示願意提供援助的外國政府。但布希政府拒絕了他的援助。
查維茲與一些拉丁美洲國家領導人之間也有爭議存在。在2005年11月10日，當查維茲在卡拉卡斯向支持者們談起墨西哥總統比森特·福克斯·克萨达時，他說他替墨西哥人感到難過：「墨西哥人讓自己成為了帝國的小狗」，他稱這指的是福克斯在美洲自由貿易區上對於美國貿易利益的支持。除此之外，在2005年11月13日，查維茲在電視談話節目上稱墨西哥總統是「從他的傷口流出血來」並且警告福克斯不要「耍弄」他，除非他想「被叮上」。福克斯在聽聞這些評論後，氣憤的要求委內瑞拉政府盡速道歉，否則將要撤回墨西哥駐委內瑞拉的大使。查維茲對此則毫不考慮的主動撤回委內瑞拉駐墨西哥城的大使，於是福克斯在隔天也撤回了墨西哥駐委內瑞拉的大使。不過，雖然兩國的外交關係一直相當緊繃，但兩國都不曾正式的切斷外交關係。一些墨西哥和委內瑞拉的團體也致力於恢复兩國外交關係的行動。
2001年，秘鲁政府懷疑委內瑞拉保護和藏匿了逃亡中的布拉迪密洛·蒙特西諾斯在藤森時期因貪污而遭通緝的一名前情報局署長。蒙特西諾斯在那年的6月被委內瑞拉警方捕獲，並在幾天後被遣返祕魯。蒙特西諾斯還爆料宣稱查維茲企圖透過祕魯總統候選人奥良塔·乌马拉（Ollanta Humala）來控制整個祕魯。
2006年1月至5月之間，當查維茲評論起2006年祕魯總統選舉的候選人時，他公開支持乌马拉，並稱阿兰·加西亚·佩雷斯是「小偷」和「騙子」，另一名候選人洛德斯·芙洛雷斯是「寡頭政治的候選人」。查維茲的大量評論使秘魯政府認為他過度干涉祕魯的內部政治事務而違反了國際法，兩國都因此撤回了各自的大使。不過，查維茲支持的乌马拉最後仍敗選了，親美國的加西亚當選。
2006年哥倫比亞的總統選舉也由親美國的阿尔瓦罗·乌里韦·贝莱斯當選。一名哥倫比亞武裝力量（FARC-EP）的高階政治成員遭綁架而引起了兩國的外交緊張。雖然兩國的外交關係一直相當緊繃，但兩國都不曾正式的切斷外交關係。
查維茲與伊朗政府保持緊密關係，尤其在能源生產、經濟、和產業合作的領域上。他也拜訪了伊朗數次，第一次是在2001年，他宣稱到伊朗是為了「替21世紀鋪設和平、正義、穩定、和進步的道路」。前總統穆罕默德·哈塔米曾三次拜訪委內瑞拉，查維茲還授予他“解放者勳章”並稱他為「為世界上的正義奮鬥不懈的戰士」。2006年5月，艾哈邁迪內賈德總統宣佈伊朗將開發核能後，查維茲對此表示贊成，並否認伊朗有發展核武器的計畫。查維茲對伊朗的緊密關係和核計畫發展的支持使美國政府對此表示關切，康多莉扎·赖斯對此評論道，由於查維茲與伊朗的關係，使得委內瑞拉已經成為美國眼中「地區性的負面勢力」。
查維茲在1999年收到了利比亞領導人穆阿迈尔·卡扎菲的個人邀請，2001年他首次前往利比亚拜訪。在這趟短暫的拜訪中，兩人一同商議了國際的情勢、油價的下跌、和石油輸出國組織的產油層次。一些委內瑞拉國民大會的議員指責查維茲沒有事先透露前往利比亞的旅程，卻假裝只是前往歐洲和非洲而已。在2004年，卡達菲在的黎波里授予查維茲「卡扎菲人權獎」，查維茲则稱他為「朋友和兄弟」，宣稱兩人「擁有相同的社會觀點」。在2006年，當查維茲第三次前往利比亞時，兩人簽下了一份經濟和文化合作的條約，查維茲稱這是一個反抗「美國霸權」的聯盟。他在利比亞的訪問及談話，一直被美國嚴厲批評。2007年1月26日，伊朗總統艾哈邁迪內賈德訪問委內瑞拉，相討減少原油生產來解決市場上的原油供應過剩。兩人表示斥資數十億美元，幫助一些國家擺脫美國的控制，兩國政府還簽署瞭如旅遊、教育和礦產等領域展開合作的11項協議。
查韦斯曾于1999年10月、2001年5月、2004年12月和2011年8月共四次对中华人民共和国进行国事访问，于2006年8月、2008年9月和2009年4月共三次对中华人民共和国进行工作访问。

## 和媒體的關係
2002年4月的政變之前，委內瑞拉主要的5家私營電視頻道和全國性報紙的股東、經理人、和時事評論者都經常批評查維茲的政策。這些媒體控訴查維茲政府利用幫派勢力來恐嚇他們的記者。查維茲則宣稱這些媒體的股東和工作者所效忠的國家並非委內瑞拉而是美國，並宣稱他們試圖以媒體宣傳來鼓吹新自由主義。
在查維茲的總統任期裡，查維茲主持了一個即時談話節目，稱為《你好，總統》。這個談話節目固定在每週的星期日早上11:00分於電視台播出。由查維茲針對一些議題發表看法，還會接受現場觀眾和電話「叩應」的即時問答，節目有時還會前往那些經查維茲推行社會福利計畫的地區現場錄影。除此之外，在2005年6月25日，查維茲創立了TeleSUR電視台，一個以泛南美洲立場為主的國際性電視新聞台，採取和半岛电视台相同的定位，以挑戰美國的CNN西語頻道和格洛博维電視台為目標。查維茲發動的媒體戰又進一步升高了美國與委內瑞拉之間的緊繃關係。
在2001年的九一一袭击事件後，隨著美國大舉的反恐作戰準備，拉丁美洲已經無法在國際媒體的覆蓋率上與美國競爭。委內瑞拉的前任貿易和產業部長摩西·納伊姆在2003年初時主張全世界不能再忽略委內瑞拉近年來逐漸惡化的情勢，他主張華盛頓當局將注意力放在委內瑞拉的危機上，而且古巴的菲德尔·卡斯特罗對於卡拉卡斯當局的影響力甚至比乔治·沃克·布什的美國當局還要大，古巴也長期地並且有效地支援了查維茲的政權。

## 玻利瓦爾主義
查維茲的玻利瓦爾主義雖然主要是受西蒙·玻利瓦尔的理念所影響，但也受到了马克思主义歷史學家費得利哥·菲格羅亞（Federico Brito Figueroa）和阿根廷政治學家諾伯托·賽里索爾（Norberto Ceresole）的影響。查維茲年輕時也徹底沉浸於社會主義和共產主義思想，崇仰切·格瓦拉、菲德尔·卡斯特罗和萨尔瓦多·阿连德等人的理念。其他影響了查維茲政治思想的人還包括了西蒙·羅德里格斯（Simón Rodríguez）等人。雖然查維茲本人將其意識形態稱為「玻利瓦爾主義」，但查維茲在委內瑞拉的支持者和反對者都將其稱為「查維茲主義」，這顯示出民眾們並不認為查維茲的政治哲學是源自於玻利瓦爾，而是源自於查維茲自己的政治理念。也因此，查維茲的支持者並不會自稱為「玻利瓦爾主義者」，而是自稱為「查韦斯主义者」。
查維茲支持21世纪社会主义，一種強調基層民眾的民主參與的社會主義流派，又稱參與民主，是在他的玻利瓦爾主義中扮演的角色。由於他的玻利瓦爾主義是以民眾的支持為根基，查維茲組織了一個稱為「玻利瓦爾小組」的武裝部隊，他舉出這個例子作為基層參與民主的例子。玻利瓦爾小組負責的工作包括了鄰近社區的美化、民眾動員、借貸支援給小型商行、並提供基礎的社會福利，但這個小組也因為其獨立性和武裝而遭致一些人的懷疑。
2007年1月10日，查維茲宣誓就任委內瑞拉總統，並發表了演講。查維茲向其新任勞工部長說自己是托洛茨基主义者，承認受其思想影響。

## 著作
- 《玻利瓦尔革命》2004年
- 《了解委内瑞拉革命：雨果·查韦斯与玛尔塔·哈内克交谈》2005年
- 《我的第一个硬壳生活》2015年

## 批評

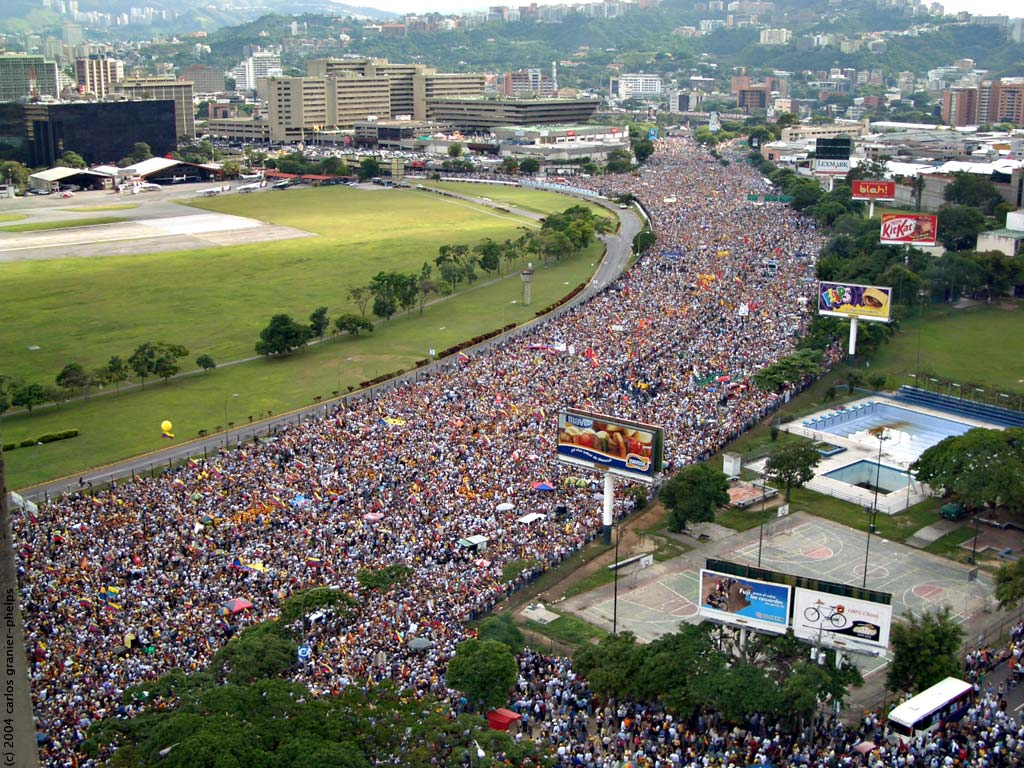
一場在加拉加斯舉行的大型反查維茲示威。這場抗議是以宣傳在2004年罷免投票裡投下「同意」票為號召。

查維茲的人格特質在委內瑞拉國內和國外都極具爭議性。批評者宣稱查維茲是一個危險的军国主义者和獨裁者，批評他危及了委內瑞拉的民主發展。美國總統乔治·沃克·布什描述委內瑞拉的民主狀態已經「瀕臨死亡邊緣」並且「毫無執政權力的制衡和分散」，宣稱查維茲「背叛了委內瑞拉的選民」、「壓制了民主的討論環境」、「反抗外部對於民主政治行動的支援」並且堅定地「攻擊委內瑞拉的民主制度」。
國內政策方面，批評者認為在查維茲任內委內瑞拉的貧窮和失業率依然沒有明顯改善，而且貪污腐敗和犯罪行為較從前的政府大幅上升。他們舉出了衰退中的公共建設以及連基本藥物和健康支援都相當缺乏的公共醫院。他們也質疑在玻利瓦爾任務中管制現金並援助數百萬委內瑞拉貧窮人口的社會計劃，背後的動機究竟為何。一些查維茲的支持者也抱怨查維茲並沒有完全實現競選時所承諾的勞工和土地改革。
反對者稱查維茲政府在選舉中進行了廣泛的舞弊行為，尤其是在2000年和2006年的選舉，以及最近的憲法公民投票。人權組織如國際特赦組織和人权观察組織也大量記載了查維茲政府違反人權的案例。美國國務院稱委內瑞拉對於國際反恐的合作行動幾無貢獻而且也相當不感興趣，尤其是在處理鄰國哥倫比亞的恐怖組織哥倫比亞革命武裝力量（FARC-EP）和民族解放軍（ELN）的態度上，但他們並沒有證據能證明查維茲確實與恐怖主義有所牽連。
一些公共人物曾呼籲對查維茲進行刺殺，最值得注意的是電視節目的福音傳教人Pat Robertson，其他曾呼籲刺殺查維茲的還包括委內瑞拉演員奧蘭多·烏達內塔（Orlando Urdaneta）和委內瑞拉前總統卡洛斯·安德烈斯·佩雷斯。2001年至2004年的美國駐委內瑞拉大使Charles Shapiro也曾秘密警告查維茲兩次可能的刺殺計畫。

## 个人生活
查維茲的第一段婚姻是和一名來自查維茲老家薩巴內塔的貧窮家庭婦女南希·科尔门娜雷斯（Nancy Colmenares，並生下3名小孩：罗莎·弗吉尼亚、玛丽亚·加芙列拉、和乌戈·拉斐尔。查維茲於1992年政變未遂而入獄，兩人因此離婚。查維茲第一次婚姻的期間，他也和一名年輕的歷史學家Herma Marksman保持恋爱关系9年之久。查維茲的第二段婚姻是和記者Marisabel Rodríguez，查維茲和她生下了一女罗莎·伊内斯，查維茲也已經有一名孫女加布里埃拉了。
查維茲出身於天主教家庭，雖然他也曾和委內瑞拉的天主教神職人員和基督新教教會產生一系列的爭執。他通常將他個人的信仰視為私人的事務，但在查維茲的總統任期裡，查維茲逐漸透露他的信仰觀點，宣稱他的信仰、和他對於耶稣個人生命和意識形態的解釋，深切影響了的左翼和進步主義思想。

## 癌症缠身
2011年6月，查韋斯在古巴進行了外科手術，切除了一個“棒球大小”的惡性腫瘤。8個月後在身體檢查時，在原處再次發現腫瘤。2012年4月7日，查韋斯再赴古巴進行第三輪放射治療癌症。6月11日，查韦斯在隐瞒了自己癌症病情的情况下，仍然登記成为委内瑞拉總統候选人，10月7日第四次當選總統，但在当选之后，再度前往古巴哈瓦那接受手术。12月10日，再度前往古巴哈瓦那接受手术。2013年1月10日，由於進行了手術，需要時間休養，無法出席总统就职典礼。2月14日，委内瑞拉政府公布了4张总统查韦斯的“病床照”，并声称“手术后的呼吸道感染已经得到控制”。2月18日，從古巴返回委内瑞拉并在一家军事医院继续接受治疗，在軍事醫院渡過餘生。

## 任内去世及国葬

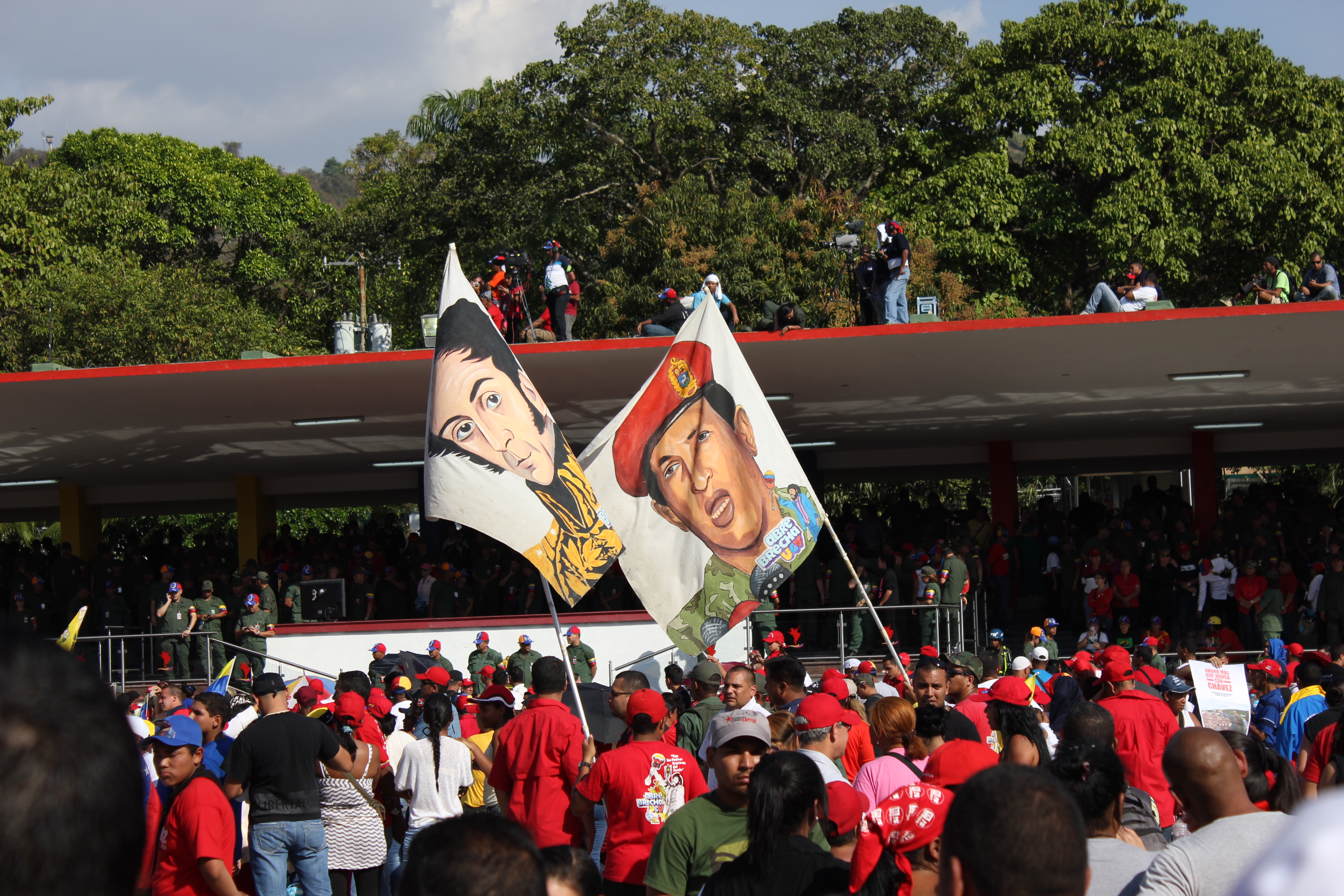
高舉西蒙·玻利瓦與查維茲肖像的哀悼者
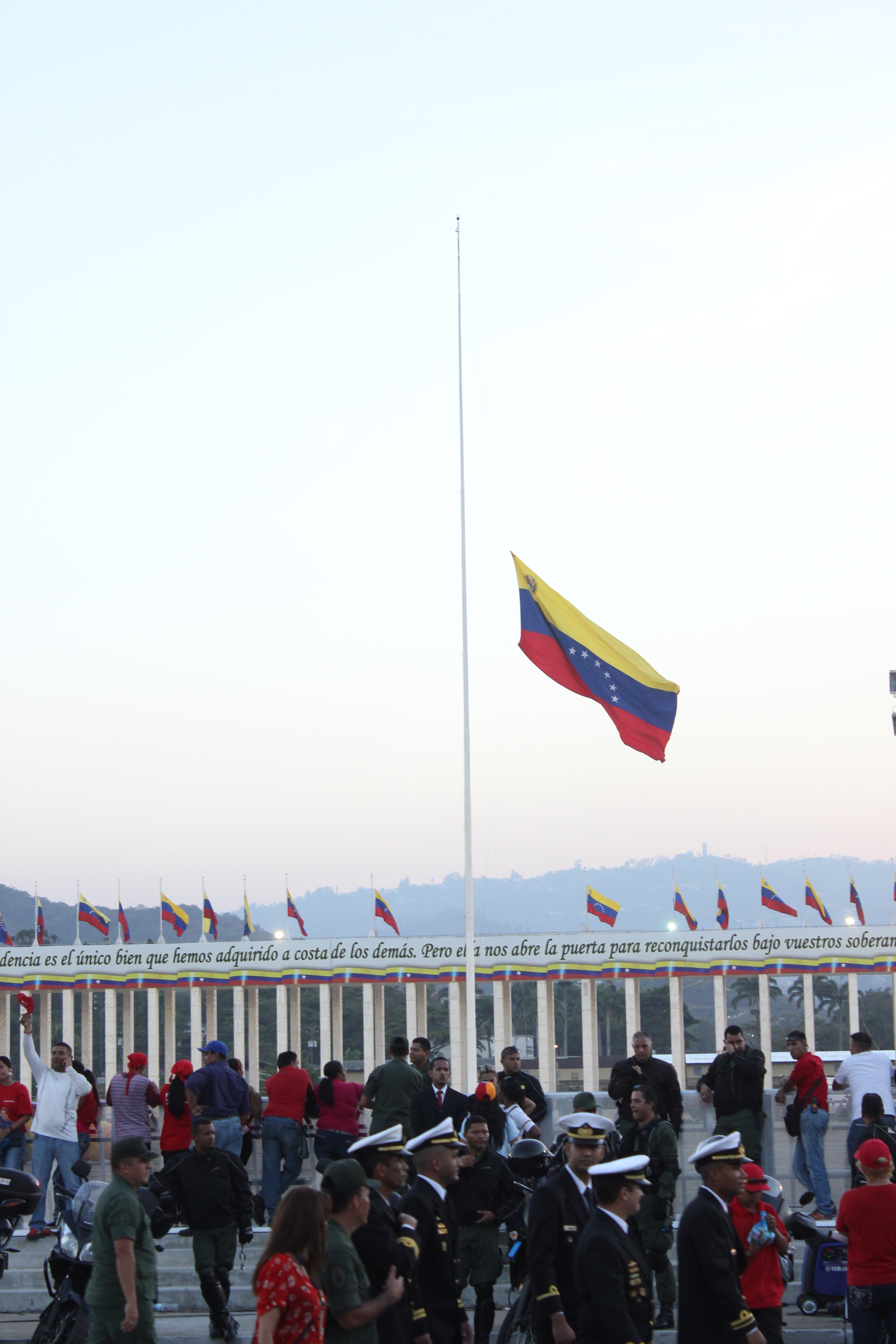
委內瑞拉政府為故總統查維茲降半旗
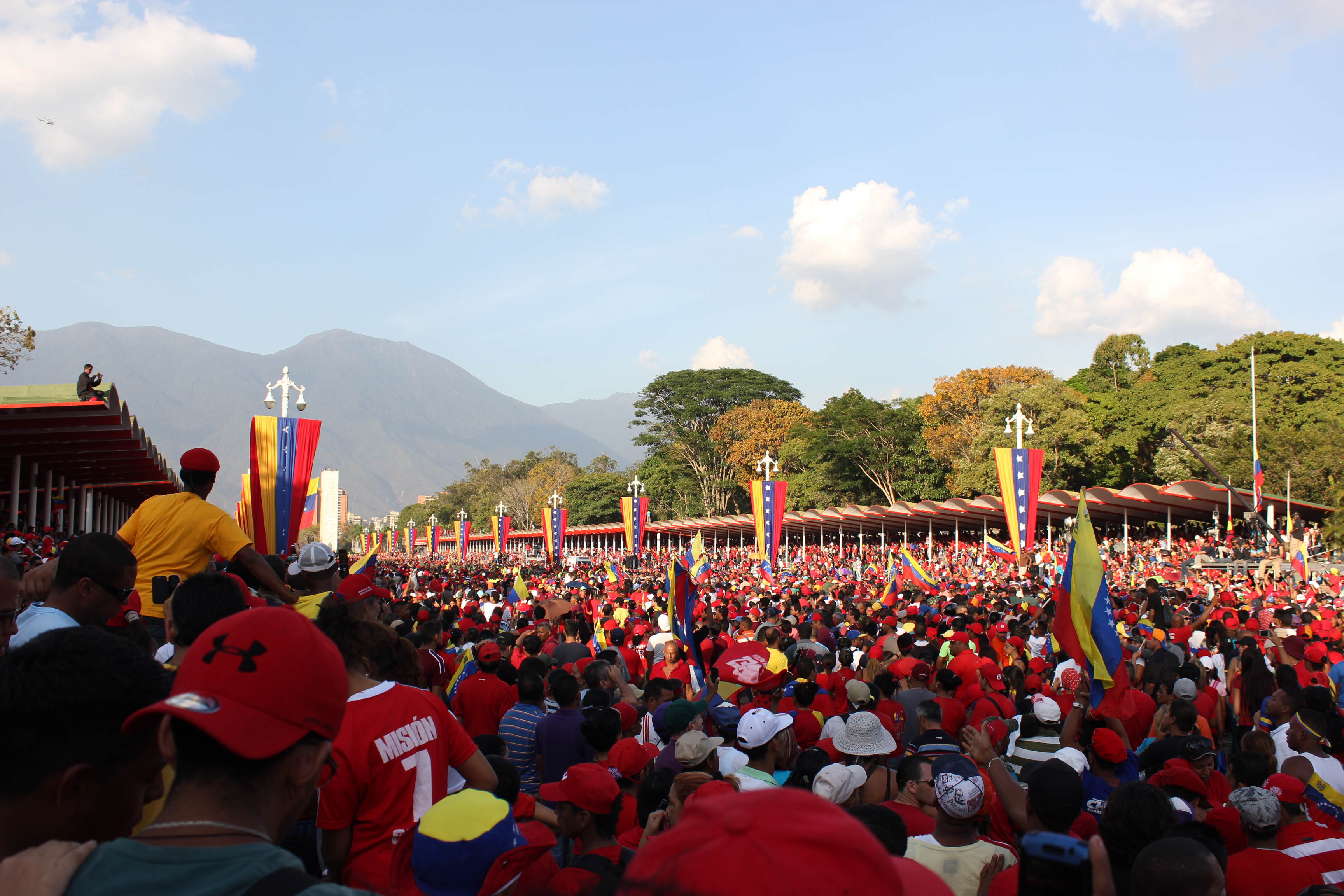
群眾悼念查維茲
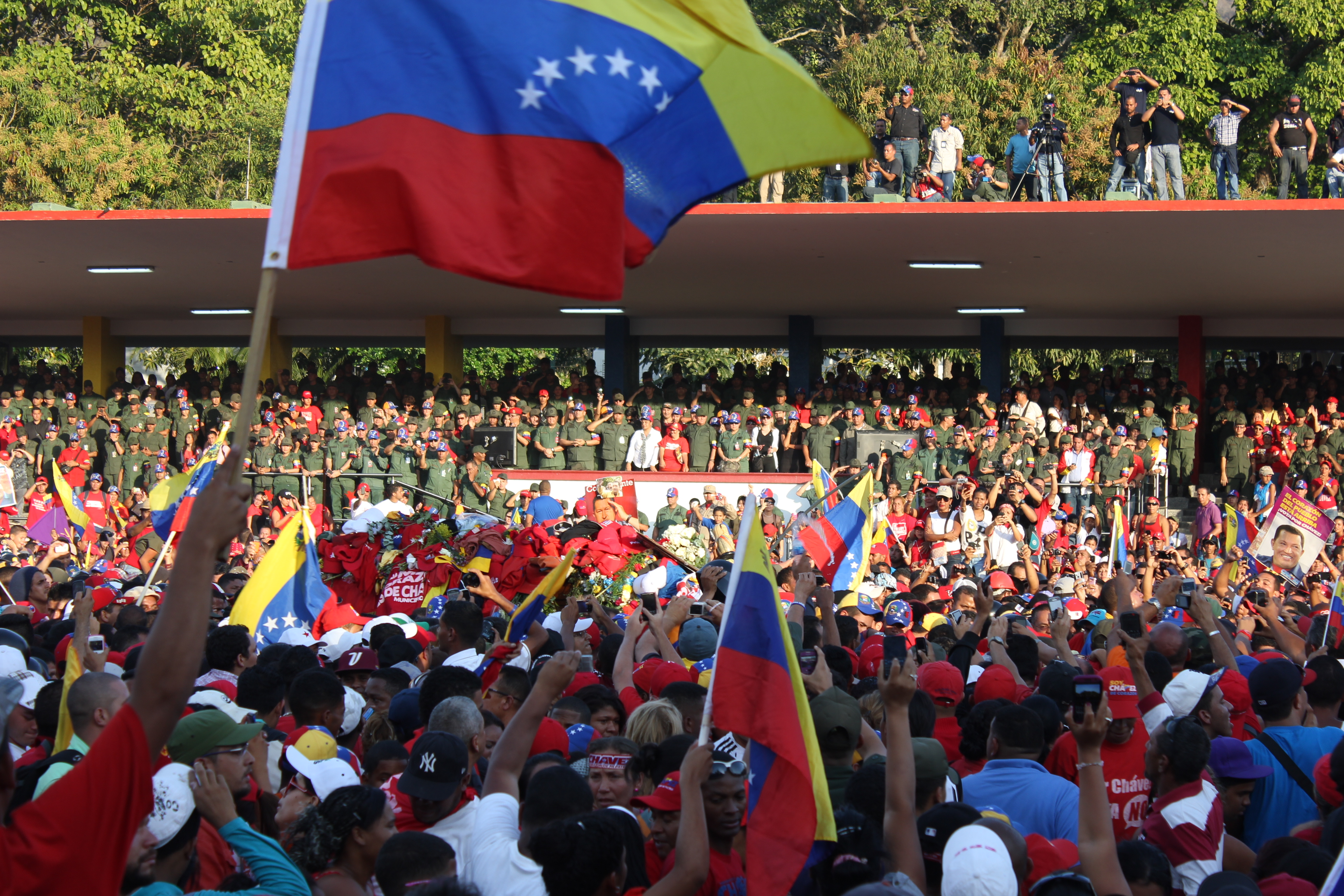
揮舞著委內瑞拉國旗的悼念群眾
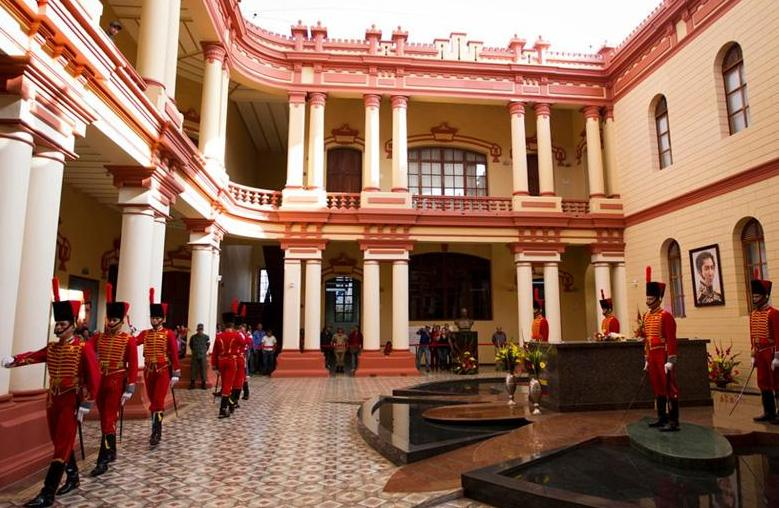
查維茲陵寢於加拉加斯革命博物館

查韦斯于2013年3月5日当地时间下午4时25分去世，享年58歲。副总统尼古拉斯·马杜罗通过电视宣布了查韦斯的死讯，在声明中他说“查韦斯在与病魔搏斗两年后去世”，宣称“我们国家一贯的敌人”是导致查韦斯患癌症死亡的幕后黑手，并援引阿拉法特的死亡为佐证。他说“查韦斯所患的癌症很可能是美国发动的“科技攻击”引起的，政府将成立专门科学委员会调查查韦斯的病因”。委内瑞拉政府原本计划将查韦斯遗体将做防腐处理，放入水晶棺永久保存。委政府最后放弃了这一计划，将查韦斯遗体葬于加拉加斯军事博物馆内。

## 外部連結

### 訪問和演講
- 乌戈·查維茲，無標題的演講 （页面存档备份，存于） 在墨西哥舉行的第一屆美洲特別高峰會上的演講抄稿. 2004年1月12日.
- 乌戈·查維茲，無標題的演講 （页面存档备份，存于） 在XII G-15高峰會開幕上的演講抄稿. 2004年3月1日.
- 乌戈·查維茲，無標題的演講 錄音，聯合國的2005年世界高峰會.
- 乌戈·查維茲，無標題的演講 （页面存档备份，存于） 2005年9月16日在聯合國的演講抄稿.
- 乌戈·查維茲，無標題的演講 錄音, Latino Pastoral Action Center, 布朗克斯, 紐約市, 2005年9月17日. (原始西班牙語版本 （西班牙文）)
- Democracy Now!廣播電台在紐約市對查維茲的訪問 第一部份 （页面存档备份，存于） 和 第二部份 （页面存档备份，存于） 2005年9月16日.
- Koppel, Ted.（英语：Ted Koppel） 對查維茲的訪問 （页面存档备份，存于） 美国广播公司 2005年9月16日.
- Palast, Greg.（英语：Greg Palast） 對查維茲的訪問 2006年.
- Palast, Greg.（英语：Greg Palast） 對查維茲的訪問 2002年5月2日.

### 其它連結
- Corrales, Javier. "Hugo Boss". Foreign Policy, 2006年1月1日.
- Pilger, John. "查維茲是一個威脅，因為他提供了一個非主流的社會模式." （页面存档备份，存于） Guardian Unlimited, 2006年5月13日.
- Aló Presidente （西班牙文） — 查維茲「哈嚕，總統！」的談話節目官方網站.
- Portal ALBA: Alternativa Bolivariana para América （页面存档备份，存于） （西班牙文） — 查維茲的貿易和提議.
- Presidente Hugo Rafael Chávez Frías （西班牙文） — 委內瑞拉政府官方的查維茲傳記.
- Sumate （页面存档备份，存于） （西班牙文） — 發起罷免投票的委內瑞拉公民投票權利組織.
- 11 Abril （页面存档备份，存于） （西班牙文） — 在4月11日政變後委內瑞拉和查維茲的新聞概括.
- 查韦斯的Twitter （页面存档备份，存于）

Video
- Documentary 52': Hugo Chavez
- Documentary 52': Venezuela Bolivariana
- Hugo Chávez en "La Patria Grande de Caracas" （页面存档备份，存于）

| 政党职务                 | 政党职务                                 | 政党职务                 |
| ------------------------ | ---------------------------------------- | ------------------------ |
| 新頭銜                   | 第五共和國運動党魁 1997年–2007年         | 解散                     |
| 新頭銜                   | 委内瑞拉统一社会主义党主席 2007年–2013年 | 繼任者： 尼古拉斯·马杜罗 |
| 官衔                     |                                          |                          |
| 前任者： 拉斐爾·卡爾德拉 | 委內瑞拉總統 1999年–2013年               | 繼任者： 尼古拉斯·马杜罗 |